# 布袋和尚 (1998年電視劇)
《布袋和尚》，1998年台視八點檔連續劇。為中視同名八點檔連續劇之續作，因中視臨時決議不拍最後單元「變臉」，該劇導演林福地轉至台視續拍。由王明台、 六月、康丁領銜主演，1998年1月7日於台視首播。

## 播出時間
| 頻道 | 所在地 | 播出日期     | 播出時間    |
| ---- | ------ | ------------ | ----------- |
| 台視 | 臺灣   | 1998年1月7日 | 20:00~21:00 |

## 單元列表

### 變臉
| 播出集數     | 單元 | 單元名稱 | 演員-角色 | 參考資料 |
| 第1集-第11集 | 1    | 變臉     | 王明台 - 布袋和尚 六月 - 一心 康丁 - 李天福(福州仙) 蔡佳宏 - 馬玉嬋 林志豪 - 柳家寶 鄭平君 - 吳建民 謝一良 - 趙海天 趙舜 - 布袋 歡歡 - 歡歡 喜喜 - 喜喜 談學斌 - 江文義 阿匹婆 - 田婆婆 梅芳 - 柳孫氏 高鳴 - 孫明山 劉沛緹 - 蓉兒 林秀琴 - 文娟、馬娟娟 陳曉娟 - 馬娟娟 李季霞 - 阿珠 陳顥偉 - 阿文 王孫 - 王知縣 章永華 - 師爺 林美照 - 江素卿 潘蔚 - 阿宏 王滿嬌 - 海天母 石惠君 - 璇兒 石文戶 - 璇兒父 秦楊 - 阿博 薛豹 - 捕快 白益欣 - 捕快 王志宇 - 捕快 吳炎棟 - 漁夫、菜販 練昱廷 - 漁夫 張復興 - 捕快 李志祥 - 阿牛 孫小明 黃關雄 呂世陽 - 客棧掌櫃 許立坤 - 阿勇 杜玉琴 - 媒婆 伍佰萬 雷峰 - 包子攤販 王馨怡 李虹秀 - 媒婆 | [ 7 ]    |

### 仙女奇緣
| 播出集數      | 單元 | 單元名稱 | 演員-角色 | 參考資料 |
| 第12集-第21集 | 2    | 仙女奇緣 | 王明台 - 布袋和尚 六月 - 一心 康丁 - 李天福(福州仙) 歡歡 - 歡歡 喜喜 - 喜喜 蕭薔 - 李金鳳 蘇有朋 - 程榮 劉福助 - 錢龍 司馬玉嬌 - 錢嫂 邱幼旻 - 李銀鳳 黃仲崑、秦楊 - 唐日光 元六 - 阿六 洪瑞霞 - 日光母 林義雄 - 縣太爺 吳炎棟 - 師爺 許立坤 - 阿坤 孫小明 | [ 8 ]    |

### 吉人天相
| 播出集數      | 單元 | 單元名稱 | 演員-角色 | 參考資料 |
| 第22集-第29集 | 3    | 吉人天相 | 王明台 - 布袋和尚 六月 - 一心 康丁 - 李天福(福州仙) 歡歡 - 歡歡 喜喜 - 喜喜 羅時豐 - 李來土 李蕙瑛 - 石玉女 李㼈 - 黃來羅(金來羅) 金塗 - 石百萬 吳敏 - 吳仙姬 鳳儀 - 石玉色 方駿 - 倪來錢 馬維欣 - 石玉容 伍佰萬 - 方來福 黃龍 - 黃隆 雷峰 - 丁師爺 蘇炳憲 - 宋捕頭 陳妙欣 - 小紅 楊瑞麟 - 阿富 左一成 - 阿財 白明華 - 乞丐婆婆 張森 - 捕快 唐川 - 張老闆 恬娃 - 田花嫂 鄔汝彬 小明哥 - 乞丐明 翁順興 王世官 |          |

### 六月雪
| 播出集數      | 單元 | 單元名稱 | 演員-角色 | 參考資料 |
| 第30集-第41集 | 4    | 六月雪   | 王明台 - 布袋和尚 六月 - 一心 康丁 - 李天福(福州仙) 蕭薔 - 陳麗卿 楊懷民 - 張文榮 蔡佳宏 - 王靜如 談學斌 - 劉元霸 王百瑜 - 王玉如 梅芳 - 張阿卻 高振鵬 - 劉大富 石文戶 - 相爺(王五六) 高玉珊 - 相爺夫人 葛香亭 - 高永成 吳炎棟 - 吳炎棟 章永華 - 章永華 翁曉茜 - 阿彩 謝賓恭 - 阿強 秦楊 - 李吉祥 翁順興 - 當鋪老闆 孫小明 林莉惠 - 阿英 管謹宗 - 王捕頭 李秉樺 - 李秉華 練昱廷 - 練藥生 黃關雄 劉文雄 - 許真人 樊遵孔、朱育均 - 黑白無常 呂靜 - 嘉玲 王素琴 - 永華妻 潘蔚 - 小明 | [ 9 ]    |

### 千里尋母
| 播出集數      | 單元 | 單元名稱 | 演員-角色 | 參考資料 |
| 第42集-第45集 | 5    | 千里尋母 | 王明台 - 布袋和尚 六月 - 一心 康丁 - 李天福(福州仙) 歡歡 - 歡歡 喜喜 - 喜喜 鄒琳琳 - 玉娘 李志奇 - 周大少 陳博正 - 阿福 林小樓 - 盧淑女 紀來和 - 王爺 曾亞君 - 王爺夫人 朱玲蒂 - 阿香 脫線 - 一眉道長 蔡阿炮 - 縣太爺 林義雄 - 周大人 鍾瑛 - 陳氏 洪麟 - 師爺 呂俍慧 - 產婆 薛豹 - 捕頭 曹華興 - 小曹 劉增釗 - 捕快 游國棟 - 殭屍 游仕傑 - 殭屍 高浚銨 吳世陽 - 周成 許立坤 - 阿才 翁順興 |          |

### 二度梅
| 播出集數      | 單元 | 單元名稱 | 演員-角色 | 參考資料      |
| 第46集-第51集 | 6    | 二度梅   | 王明台 - 布袋和尚 六月 - 一心 康丁 - 李天福(福州仙) 楊懷民 - 梅良玉、巫錢 鄒琳琳 - 陳杏元 談學斌 - 陳秋生 金玉嵐 - 周玉潔 魏龍豪 - 盧杞 高鳴 - 陳東初 陳淑芳 - 陳夫人 王俠 - 梅伯高 丁也恬 - 如萍 王晨旭 - 盧魁 林志豪 - 黃嵩 劉沛緹(劉曉憶) - 梅良蕙 阿匹婆 - 黃嵩阿嬤 尤國棟 - 皇帝 王瑞琳 - 鄒再策 王滿嬌 - 鄒夫人 洪瑞霞 - 玉潔母 顏宏珊 - 春桃 王成立 - 公公 王在煌 - 麵攤老闆 薛豹、樊遵孔 - 黑白無常 翁順興 孫小明 許立坤 | [ 10 ] [ 11 ] |

## 外部連結
- YouTube上的布袋和尚播放列表

## 作品的變遷
| 臺灣 台視 每週一至週五 20:00 - 21:00            | 臺灣 台視 每週一至週五 20:00 - 21:00      | 臺灣 台視 每週一至週五 20:00 - 21:00 |
| ----------------------------------------------- | ----------------------------------------- | ------------------------------------ |
|                                                 | 布袋和尚 （1998年1月7日 - 1998年3月24日） |                                      |
| 康熙-情鎖金殿 （1997年？月？日 - 1998年1月6日） | 明天有你 （1998年3月25日-1998年5月19日）  |                                      |